# AFRY
AFRY, vormals ÅF Pöyry AB, ist ein skandinavisches Beratungs- und Ingenieurdienstleistungsunternehmen mit Sitz in Stockholm.

## Geschichte
Die Ursprünge gehen auf das Jahr 1895 zurück, als in Malmö The Southern Swedish Steam Generator Association (Ångpanneförenigen) gegründet wurde.
Am 10. Dezember 2018 kündigten ÅF und Pöyry an, zu fusionieren, um so ein führendes europäisches Unternehmen für Ingenieurs- und Beratungsdienstleistungen zu formen. Für die fusionierte Gesellschaft wurde der Markenname AFRY gefunden, der eine Kombination der Unternehmensnamen ÅF und Pöyry darstellen soll.
Die Abnahme der neuen Schienenfahrzeuge Västtrafik X80 wird von der von ERA und dem TÜV Nord beauftragten AFRY AB durchgeführt.
Aufgrund des russischen Überfalls auf die Ukraine hat AFRY 2022 bekannt gegeben, seine Tätigkeiten in Russland beenden zu wollen. Wenige Monate später wurde verkündet, dass die russische Tochtergesellschaft dem lokalen Management verkauft wurde, und diese ab nun unter einem anderen Namen operieren.
AFRY ist heute in über 50 Ländern tätig, verrichtet jedoch einen Großteil seiner Dienstleistungen in den Kernländern Schweden, Finnland, Norwegen, Dänemark und der Schweiz.